# Gavi
Gavi är en ort och kommun i provinsen Alessandria i regionen Piemonte i Italien. Kommunen hade 4 495 invånare (2018).